# BirdLife Österreich
BirdLife Österreich ist der österreichische Partner von BirdLife International. Als seine Hauptaufgaben beschreibt BirdLife Österreich die wissenschaftliche Forschung als Grundlage für erfolgreichen Naturschutz, Bewahrung der österreichischen Vogelschutzgebiete, Information der Öffentlichkeit und Lobbyarbeit. Gegründet wurde der gemeinnützige Verein im Jahre 1953 als Österreichische Vogelwarte, bis 1993 hieß er Österreichische Gesellschaft für Vogelkunde. BirdLife Österreich ist nach eigenen Angaben die größte und einzige bundesweit tätige Organisation für Vogelschutz und Vogelkunde des Landes. Der Verein hat in jedem Bundesland eine Landesstelle oder -gruppe.

## Aktivitäten und Projekte

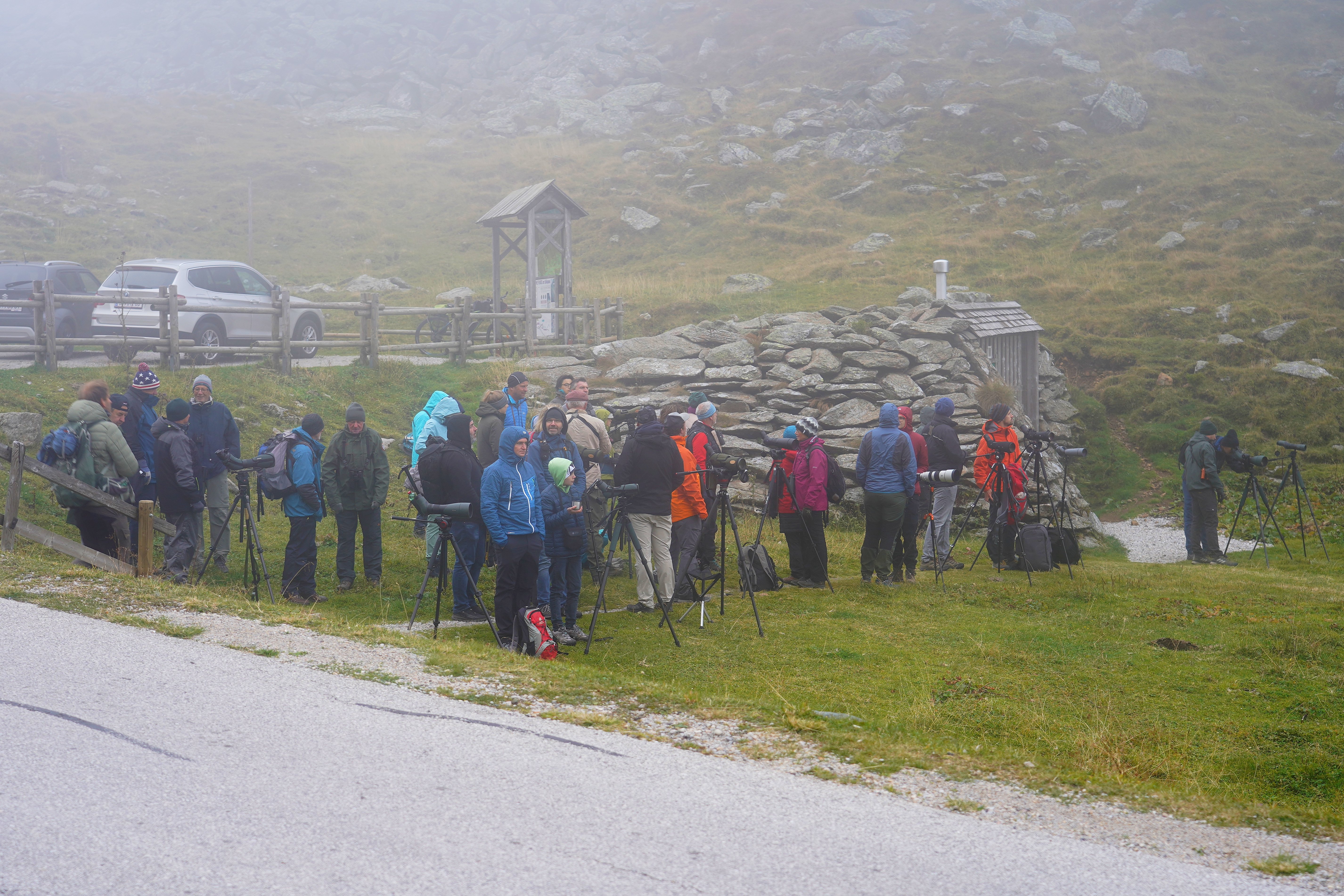
Zugvogelzählung am 1. Oktober 2023 am Sölkpass

Ein Schwerpunkt der vergangenen Jahre war die Aktualisierung des Brutvogelatlas von 1993. Von 2013 bis 2017 haben über 1000 Freiwillige Daten erhoben und in das Portal ornitho.at eingegeben.

### Monitoringprojekte
BirdLife Österreich betreibt jahrelange Monitoringprojekte, um gesicherte Erkenntnisse über den Zustand der Vögel zu bekommen. Seit den 1950ern werden Bestände der Winterwasservögel gezählt. Die Daten gehen auch in die Internationale Wasservogelzählung (IWC) ein.
Die österreichweite Erfassung der Weißstorchbestände ist ebenfalls ein langjähriges Bestandserfassungsprojekt.
Seit 1998 werden im Brutvogel-Monitoring die Bestände häufiger österreichischer Brutvogelarten überwacht. Dazu werden zweimal pro Frühjahr an festgelegten Zählpunkten in ganz Österreich gezählt. Aus den Zählergebnissen werden Bestandstrends berechnet, die Auskunft über Zunahmen oder Abnahmen geben. Daraus wird aus 22 typischen Arten der Farmland Bird Index für die Vögel der Kulturlandschaft errechnet, ein Woodland Bird Index für Waldvögel ist in Entwicklung.
Seit 2010 führt BirdLife Österreich zusammen mit dem Landesbund für Vogelschutz in Bayern (LBV) und seit 2011 zusätzlich mit dem Naturschutzbund Deutschland (NABU) um den 6. Januar die Stunde der Wintervögel durch. Wichtigster Zähltermin ist die Mittwinterzählung im Jänner, in manchen Bundesländern finden weitere monatliche Zählungen statt.
Von 2018 bis 2021 wurden österreichweit Schwalben erfasst.

### Artenschutzprojekte
BirdLife Österreich ist Partner im internationalen Kaiseradler-Schutzprojekt Pannoneagle, das von Horstschutz bis zur Reduzierung der illegalen Verfolgung von Greifvögeln geht. Weitere Projekte gibt es zum Rotmilan, Würgfalke, Vögel in der Kulturlandschaft, Graugänse am Neusiedlersee oder Urban birding in Wien.

## Publikationen
BirdLife Österreich ist Herausgeber der wissenschaftlichen Zeitschrift Egretta.